# Marta Contreras Cáceres
Marta Contreras Cáceres (Santiago de Chile, 13 de diciembre de 1951) es una cantante y música chilena, conocida especialmente en el extranjero por su trabajo durante más de veinte años con el compositor francés Georges Moustaki.
La mayoría de su carrera la ha realizado en el extranjero. Su música varía entre canciones francesas e italianas, baladas románticas o swing, boleros cubanos y mexicanos, tangos, música alternativa y el jazz y free jazz. Fue junto a la actriz y cantante Sylvie Vartan telonera de Johnny Hallyday, y más tarde colaboradora de Georges Moustaki por más de veinte años en París desde la década de 1970, paralelamente a su trabajo con el jazzista David Murray.
En 1993 Moustaki la despide de su banda, luego que Marta se fuese de gira con la agrupación holandesa Flairck. En 2005 regresa a Chile cantando jazz en las ciudades de Valparaíso y Santiago.

## Discografía
Marta Contreras posee una extensa discografía en conjunto con diversos artistas. A continuación se listan la mayoría de sus discos.
- 1971 - Felicidade a Brasil (con Fabien)

### Sencillos
- 1974 - Marta
- 1998 - Marta Contreras

### Colectivos
- 1997 - Violeta Parra
- 2001 - Musica mezclada

### Colaboraciones
- 1978 - Interboogieology (de David Murray)
- 1983 - Hommages... (de Jacques Vidal y Frederic Sylvestre)
- 1983 - Daniel Goyone (de Daniel Goyone)
- 1991 - Bonjour la paix! (de Jacques Yvart)
- 1994 - Maagd (de Hans Visser)
- 1995 - Hijos de la Tierra (de Los Jaivas)
- 1999 - Quasimodo d'el Paris (banda sonora)
- 1999 - Chili con carne (banda sonora)
- 2004 - Le chant du serpent (de Michel Godard)

### Con Moustaki
- 1975 - Moustaki Live
- 1976 - Moustaki
- 1976 - Espérance
- 1977 - Olympia
- 1978 - Georges Moustaki
- 1979 - Et pourtant dans le monde
- 1981 - Moustaki
- 1981 - Moustaki & Flairck
- 1984 - Moustaki
- 1985 - Moustaki
- 1986 - Moustaki
- 1988 - De Jazet
- 1992 - Moustaki Méditerranéen

#### Sencillos
- 1979 - Et Pourtant Dans Le Monde
- 1980 - Heureusement qu'il y a de l'herbe